# 700歲旅程
《700歲旅程》，2016年台視八點檔連續劇，以銀髮族為議題、養老村為背景的台視年度自製八點檔電視劇，群之噰傳播製作。由邱凱偉、陳怡嘉、張本渝、龔繼安、喜翔、丁強、張琴、曾子益領銜主演。
本劇獲得中華民國文化部103年度高畫質電視節目旗艦型連續劇類補助新臺幣4,000萬元。於2015年6月24日開拍；10月8日舉辦開鏡記者會；2016年6月8日殺青，11月23日於台視主頻上檔。

## 播出時間
以下時間以當地時間（台灣時間）為準

### 首播
| 頻道                      | 所在地   | 播放日期       | 播放時間                   |
| ------------------------- | -------- | -------------- | -------------------------- |
| 台視主頻                  | 臺灣     | 2016年11月23日 | 每週一至週五 20:00 - 21:00 |
| 公視台語台                | 臺灣     | 2020年10月22日 | 每週一至週五 17:00 - 18:00 |
| Astro欢喜台 Astro欢喜台HD | 马来西亚 | 2018年2月19日  | 每週一至週五 17:30 - 18:30 |

### 重播
| 頻道                      | 所在地   | 播放日期       | 播放時間                   |
| ------------------------- | -------- | -------------- | -------------------------- |
| 台視主頻                  | 臺灣     | 2016年11月23日 | 每週一至週五21:00          |
| 台視主頻                  | 臺灣     | 2016年11月23日 | 每週一至週四23:30          |
| 台視主頻                  | 臺灣     | 2016年11月24日 | 每週一至週五06:00          |
| 台視主頻                  | 臺灣     | 2016年11月25日 | 每週一至週五13:00          |
| 台視主頻                  | 臺灣     | 2016年11月26日 | 每週五00:00                |
| Astro欢喜台 Astro欢喜台HD | 马来西亚 | 2018年2月20日  | 每週一至週五 02:30 - 03:30 |
| Astro欢喜台 Astro欢喜台HD | 马来西亚 | 2018年2月20日  | 每週一至週五 09:30 - 10:30 |

## 演員陣容

### 主要角色
| 演員   | 角色              | 介紹 |
| 邱凱偉 | 李榕桉            | 30歲，攝影師；李天勇的兒子。 出生、成長於美國，回台與父親相聚，展開「銀花綻放計畫」，欲幫助社區老人圓夢。父親天勇跟母親麗珍在榕桉五歲時就離異了，之後由母親獨力撫養，在母親開放自由的教育之下，榕桉雖然有著華人的外表，卻是十足地美式作風。榕桉跟所有年輕人一樣，期望自己的作品可以一舉成名，成為一個有知名度的導演，但是對於人生課題，榕桉也跟其他年輕人一樣，依然在摸索，甚至有點茫然。 |
| 張本渝 | 黎心悅            | 37歲，黎德朗的女兒，在銀花社區工作，擔任銀花社區行政經理。 親切溫和的心悅，知書達禮卻不見驕氣，總是耐心聆聽、事必躬親，雖然職稱是銀花社區的行政經理，但更像老人們的心靈支柱，不管發生什麼事，都仰賴著心悅幫忙解決，也因此，心悅的生活總是繞著這些銀髮住戶們團團轉，過著充實並且忙碌的生活，並以此為樂。 |
| 陳怡嘉 | 劉玉帆 （帆帆）   | 23歲，大學都畢業了，叛逆期卻還沒過的八年級美少女帆帆，在鬱金香咖啡廳裡擔任服務生。 然而，雖然看似叛逆，但不管多晚她都還是堅持要回家。打從一出生就住在劉好阿嬤家，原來她是個棄嬰，由當時的保母劉好一手帶大，劉好怕她深受打擊，欺騙父母早已不在人世。十八歲時阿嬤住進了銀花社區，她也就跟著入住。就這樣日復一日地在銀花社區裡生活，直到榕桉出現為止。榕桉從美國回來，長相帥氣又見識多廣，立刻讓帆帆崇拜不已～這一切，心悅都看在眼裡，並真心地為帆帆的改變感到高興。而就在仰慕著榕桉專注攝影的同時，不曉得年輕園丁Jimmy，也正熱切地注視著她的身影…… |
| 龔繼安 | 王上吉 （Jimmy）  | 台泰混血兒，因為中文名太土氣，甚少提起。 沉默寡言，其實是因為怕自己國語不標準，盡量用簡短的詞彙溝通。母親莎薇卡是曾嫁到台灣來的泰國配偶，因常被丈夫婆婆打罵而逃家，卻在逃家後發現自己懷了孩子。幸而當時有個中年男人收留莎薇卡，得以順利生下Jimmy。在台灣一直到六歲才和母親回到泰國，這段期間他受到「哈爸爸」照顧，度過了快樂而難忘的童年。回到泰國後才知道從此不回台灣跟哈爸爸住在一起，幼小的心靈大受打擊、哭得肝腸寸斷；不過，媽媽隨即給了他一個希望：如果好好唸書、將來找到好工作，賺大錢後就能坐飛機去找「哈爸爸」了！媽媽哄騙的戲言成了他求知的鑰匙，求學時一路拿獎學金，更獲知名企業資助攻讀碩士。準備前往新加坡就職前，打算決定先到台灣找「哈爸爸」，為節省開銷，應徵了銀花社區園丁，邊打工一邊找「哈爸爸」。 |
| 丁強   | 張滬生 （藍山伯） | 風流倜儻的71歲老人，「男人不管到幾歲都還是喜歡20歲女孩」的最佳寫照。 年輕時用英文名Hudson闖蕩情場，喜歡到鬱金香咖啡廳喝藍山，帆帆喊他「藍山伯」。銀花社區的本省老人知道他台語不靈光，故意叫他「藍山ㄟ」（零散仔，小咖的意思），他也會忙不迭的回應，因此被人暗地裡偷笑了好久。 王上吉的「哈爸爸」，心朗民宿（銀花社區）的前地主。 |
| 喜翔   | 李天勇 （勇伯）   | 豪爽樂天，蒔花弄草身上常沾泥土，嗓門不小，乍看是個大老粗，帆帆叫他「勇伯」。 銀花社區裡的人幾乎不知道天勇擁有農業碩士、經濟博士學位，是個享譽國內外學界的大人物；他那座在銀花社區附近、看似再平凡不過的溫室，則是產、官、學界合作研發的溫室苗圃。溫室的存在比銀花社區久，他與負責人黎德朗一見如故，因距離之便住進了銀花社區。每天日出而作、日落而息，倒不為這些虛名，純粹興趣。 |
| 王滿嬌 | 劉好              | 劉玉帆的阿嬤，一手將劉玉帆帶大。 親切老實的72歲老太太，凡事喜歡自己來。為了不成為孫女包袱，決定先住進銀花社區。沒想到帆帆大學畢業後還是沒有要外出獨立的意思，用各種藉口留下來，雖然劉好明白孫女牽掛她的心意，但還是傷透腦筋。 |
| 應采靈 | 顧梅君            | 總是滿臉愁容不見微笑，凡事猶豫再三，說話輕聲細語。 五十八歲時就跟著母親顧奶奶一起住進社區，雖是老人家們中最年輕的，但卻也是最悲觀的人。因民風保守結婚後成為家庭主婦，丈夫卻嗜賭成性，因賭債被迫離婚。梅君上有兩個哥哥跟她年紀相差甚大，顧奶奶在卅歲意外懷上梅君，因此大家都相當呵護這小女兒，離婚後梅君帶著兩個孩子投奔娘家，哥哥們負擔了孩子們的教育，但照顧老母親的責任就落在梅君身上了。顧奶奶八十八歲時哥哥們也幾乎都是兒孫滿堂的退休老人了，梅君的兩個孩子都出國唸書，且在國外成家立業了，因此哥哥們協議將祖產留下大半給梅君，讓梅君跟母親住進銀花社區，彼此照顧。這安排看似無後顧之憂，但卻形成了老人照顧老人的窘狀，長期看護母親，讓梅君的世界跟精神越來越封閉萎靡。 |
| 梅芳   | 顧奶奶 （大阿嬤） | 93歲，顧梅君的母親。 開朗歡喜的老奶奶，因為年邁腦筋糊塗了，常想起往事。顧奶奶走過日治，為讓任教的丈夫走避二二八，散盡大半家產送丈夫到宜蘭，自己帶著兩個幼兒開雜貨店。多年後丈夫回國，又生下了梅君這小女兒，經濟好轉，又意外的拿過一次愛國獎券頭獎，讓孩子們得以接受最好的教育，顧奶奶總認為，自己是全天下最幸運的女人，因此豁達不爭，股市上萬點時，理財也懂得持盈保泰，相信良衷終有善果。 |
| 唐川   | 許朝晃            | 淑卿的丈夫，70歲客家人。 溫文客氣，對有興趣的事情非常專注，脾氣好，對很多事情都不以為意。夫妻倆都是公教退休，他的職等較高退休俸較多，但這跟他在家中的地位不成正比。兒女都在隔岸，他們辛苦一輩子存下的錢又幾乎都給兒子拿去投資了，連房子也賣了，於是住進銀花社區。朝晃平時都是和太太淑卿出雙入對，除了在他做提琴的時候。作提琴是他中年之後偶然的機會下接觸的，淑卿卻相當不理解，拉拉琴也罷，好好一個白領階級，為何鍾情於琴匠工作？當榕桉提出銀花綻放計畫時，朝晃的願望竟是要去聽一場小提琴演奏會。原來，演奏會上那把小提琴，就是出自朝晃的巧手。事後榕桉將朝晃完成願望的過程與背景故事放上部落格，意外使得朝晃的手藝廣為人知，許多人紛紛請求朝晃幫忙整琴、訂製提琴，讓朝晃忙得不亦樂乎，卻使得淑卿更感孤單，氣惱不已…… |
| 林乃華 | 廖淑卿            | 68歲，許朝晃的妻子。 嘮叨、抱怨個不停。淑卿以為那些都是為別人好的忠告，卻沒想到對別人來說只是挑剔與詛咒。非常要求規律性，要是不合常規就會惹來淑卿一連串的質疑。淑卿不喜歡改變，那意味著必須承擔不可預測的風險。若是朝晃想到南部走走，淑卿與小珊絕對不跟，與其去南部，淑卿寧可在家看電視或打越洋電話跟孩子們聊天。本姓賴，從小就送人當養女。 於第31集搬離銀花社區，與朝晃去大陸跟兒子一起住 |
| 朱陸豪 | 陳必先            | 70歲，黎德朗的多年好友，也是一名退休心臟外科醫師。 必先個性沉穩，給人嚴肅睿智的感覺。因為必先的完美主義，成為一個知名的心臟外科醫生，但性格上有嚴重的潔癖。 |
| 上官鳴 | 吳火旺            | 楊巧芳的丈夫先生。68歲，粗枝大葉的水電工，與老婆楊巧芳住進銀花社區。 火旺的個性單純耿直，但有些浮躁，有時脾氣來了就會對老婆動手動腳，但一高興又會對老婆摟摟抱抱，這是夫妻兩人累積多年的相處模式。雖然火旺夫婦時常上演令人驚心動魄的戲碼，但火旺夫婦對銀花社區的鄰居們是很熱情的，還會幫忙把故障的水電修到好、不收一毛錢。 |
| 馬惠珍 | 楊巧芳            | 吳火旺的妻子，65歲客家人。 與火旺的脾氣一樣火爆，出手手勁不亞於火旺，但巧芳堅持那是被火旺激出來的，對於老公以外的人，巧芳都會盡最大的誠意表現出應有的禮貌。巧芳與火旺兩人結婚四十多年，幾乎三天一小吵、五天一大吵。巧芳並不小氣，只是很注重物盡其用與儲蓄，對大家是熱情與用心的。 |
| 張琴   | 勞小珊 （Laura）  | 道地的台北人，早年能出國唸書可見家境與資質都不是一般。 崇尚自由，年輕時在時尚界當公關，遊走世界，眼界甚高，沒真正談過戀愛，遑論結婚。曾在英國住過三年、在德國住過兩年，卻從未到過新北市以南，有種台北人的優越感。小珊重視應對進退，一旦出臥房，都會把自己打理得優雅整齊；顯得客氣而太過矜持，有一種疏離感。她的時尚在社區裡也略顯突兀強烈。非常不喜歡別人尊稱她「勞小姐」，那聽起來太像「老小姐」；也不可以叫她「小珊」，尤其是用不捲舌的台灣國語把她叫成「小三」！她要求大家叫她英文名Laura，但有的不知有心還是無意的衝著她喊「老啦」。在部落格上看見銀花社區負責人的故事，決定住進來。與其他人總沒能太親近，唯獨對藍山伯稍微關注了些。藍山伯像個紳士，有質感極了，更重要的是，他叫Laura的發音好標準！ 忽然她發現自己總在不自覺的尋找藍山伯蹤跡時，才驚覺自己竟然戀愛了！她完全料想不到，自己將以65歲高齡展開人生中第一個、也是最後一個讓她拋開矜持而且華麗無悔的戀愛冒險！ |
| 曾子益 | 王大偉            | 終活規劃師，帆帆的高中同學，喜歡帆帆。 |

### 其他角色
| 演員   | 角色       | 介紹 |
| 龍劭華 | 黎德朗     | 黎心悅的父親，退休心臟外科醫師。 |
| 張書偉 | 年輕黎德朗 | 黎心悅的父親，退休心臟外科醫師。 |
| 謝承均 | 周世光     | 黎心悅失蹤的未婚夫，出現在心悅的回憶裡。目前化名為「大貓貍」，隱姓埋名躲在臺東。 |
| 狄志杰 | 杜學亞     | 40歲，兒童心臟外科專業醫生，黎德朗得意門生。 杜學亞個性木訥務實，因為了解自己並非天縱英才，從小到大，不論課業或是工作，都是自己努力而來的，因此深信「成功是靠努力得來」的道理。 |
| 潘奕如 | 黃愷琳     | 43歲，鬱金香咖啡廳老闆娘。朱允豪的母親。 銀花社區的住戶們，平時最喜歡到愷琳經營的咖啡廳吃飯、喝咖啡，尤其是藍山伯，更是整天泡在這裡把妹。漂亮又能幹，不在意丈夫賺不賺錢的女人，婚後有房有產，其實全是靠愷琳自己努力來的。愷琳在丈夫朱志銘提出要到大陸創業的要求時，愷琳沒有太多掙扎就幫志銘貸款了。沒想到志銘竟然包二奶，還負債累累要愷琳一起扛！情感的背叛與金錢的壓力讓愷琳喘不過氣，後來在兒子允豪的支持下，愷琳決定與志銘離婚。 |
| 龍三   | 朱允豪     | 黃愷琳的兒子。 |
| 黃浩詠 | 簡代書     | 提醒張滬生早已經將地賣給德朗的代書。 |
| 羅能華 | 小唐       | 糾纏帆帆的富家公子。 |
| 許仁   | 年輕必先   | |
| 楊小黎 | 年輕麗敏   | 必先的妻子。 |
| 段可風 | 艾眉       | 陳必先醫師二十三年前的病人。 |
| 陳霆   | 年輕顧爺爺 | 顧一朗，顧奶奶的丈夫，因病過世。 |
| 琇琴   | 年輕顧奶奶 | 丈夫因案逃亡，獨自照顧小孩，後與丈夫躲避深山中，直至丈夫身亡。 |
| 唐從聖 | 年輕藍山伯 | 情場浪子，遇到王上吉的母親而墜入愛河。 |
| 張東晴 | 年輕莎薇卡 | 王上吉的母親，曾嫁到台灣來的泰國配偶，因常被丈夫婆婆打罵而逃家，卻在逃家後發現自己懷了孩子。幸而當時有人收留莎薇卡，得以順利生下Jimmy。直到Jimmy六歲才回泰國。 |
| 鄭凱云 | 顧晉承     | 顧梅君的兒子，與妻兒旅居德國。 |
| 范時軒 | 年輕劉好   | 因不孕與丈夫離婚，生活靠幫人帶小孩維生，後認養帆帆。 |
| 曹景俊 | 年輕朝晃   | 喜歡做木工，做了一把小提琴送給了小時候的程曦，並鼓勵他練琴。 |
| 林義雄 | 劉志強     | 劉好的大哥，張秀琴的初戀，癌末病人，委託王大偉籌辦生前告別式。 |
| 黃書維 | 安臣       | 王大偉的同事。 |
| 梁佑南 | 陳月霞     | 帆帆的親生媽媽，在九份開一間小餐館。 |
| 藍雅芸 | 設計師     | |
| 方大韋 | 陳文瑞     | 陳正榮之子的兒子，反對父親與阿好交往。 |

### 客串角色
| 演員   | 角色   | 介紹                                                         |
| 程政鈞 |        | 周世光的父親。                                               |
| 吳俊毅 |        | 海巡員。                                                     |
|        | 查爾斯 | 設計師，勞小珊委託Charles替Laura看銀花社區的房間。           |
|        | 羅正麟 | 醫生，必先的好友。曾借錢解救梅君、救過世光，經常在台東義診。 |

### 特別演出
| 演員   | 角色     | 介紹                                                                               |
| 吳鈴山 | 陳振欣   | 陳科長。                                                                           |
| 周丹薇 | 莊錦紅   | 張滬生的女朋友，因張滬生一夜未歸，而被錦紅掃地出門。                               |
| 吳國州 | 司機小劉 |                                                                                    |
| 高慧君 | 譚麗珍   | 李榕桉的母親，李天勇的前妻。                                                       |
| 劉香君 | 算命師   |                                                                                    |
| 盧彪   | 鄭坤強   | 棒球教練。                                                                         |
| 大牌   | 鄉長     | 台東某鄉鄉長。                                                                     |
| 徐乃麟 | 遊客     | 台東遊客。（演出集數：第24集）                                                     |
| 張翎翎 | 江曉慧   | 護士，後來喜歡上世光，與世光結婚生下一女。                                         |
| 李之勤 | 程曦     | 台南人，小提琴家，朝晃舊識。                                                       |
| 白明華 | 淑卿母   | 台南人，當年因為家境困苦，不得已將淑卿送給別人養，但死前仍思念著淑卿。             |
| 江青霞 | 賴淑美   | 淑卿的大姊。                                                                       |
| 歐陽倫 | 陳傑生   | 陳必先的孫子。                                                                     |
| 藍葦華 | 朱志銘   | 黃愷琳的丈夫。                                                                     |
| 尹昭德 | 陳立業   | 陳必先之子；陳傑生之父。                                                           |
| 鍾欣凌 | 婉萍     | 陳必先之媳婦；陳傑生之母。                                                         |
|        | 女作家   |                                                                                    |
| 丁寧   | 莎曼莎   | 天勇學生，譚麗珍同學，後為情侶。                                                   |
| 陳玉玫 | 張秀琴   |                                                                                    |
| 蔡宜君 | 郭明美   |                                                                                    |
| 檢場   | 陳正榮   | 劉好在攝影班認識的學長。                                                           |
| 許蓁蓁 | 艾琳     | 有潛力的新銳設計師，起初對勞小珊有敵意，最後對勞小珊的專業經驗折服，且非常崇拜她。 |
| 夏靖庭 | 高明誠   | 和勞小珊在健身房認識，是個假追求真騙錢的情場騙子。                                 |

## 電視劇歌曲
| 曲別   | 歌名         | 演唱者         | 作詞           | 作曲     |
| 片頭曲 | 愛無遺憾     | 荒山亮         | 荒山亮         | 荒山亮   |
| 片尾曲 | 別來無恙     | 范瑋琪、韋禮安 | 韋禮安         | 韋禮安   |
| 插曲   | 很久很久以後 | 范瑋琪         | 非非           | 非非     |
| 插曲   | 翹翹板       | 吳汶芳         | 吳汶芳         | 吳汶芳   |
| 插曲   | 散落的星空   | 吳汶芳         | 吳汶芳         | 吳汶芳   |
| 插曲   | 一首青春     | 林宗興         | 林宗興         | 林宗興   |
| 插曲   | 日頭的味     | 蔡佳瑩         | 蔡佳瑩         | 蔡佳瑩   |
| 插曲   | 彼個人       | 江惠儀         | 江惠儀         | 江惠儀   |
| 插曲   | 無想欲離開   | 江惠儀         |                |          |
| 插曲   | 緩緩愛       | 江惠儀         | 、荒山亮       | 、荒山亮 |
| 插曲   | 思念來敲門   | 江惠儀         | 江惠儀         | 江惠儀   |
| 插曲   | 幸福會慣習   | 江惠儀         | 江惠儀         | 江惠儀   |
| 插曲   | 再會青春的夢 | 江惠儀         | 荒山亮         | 荒山亮   |
| 插曲   | 藍色紀念日   | 方宥心         | 荒山亮         | 荒山亮   |
| 插曲   | 我會乖乖     | 蔡承融         | 荒山亮         | 荒山亮   |
| 插曲   | 幸福的船     | 黃鳳儀         | 荒山亮         | 荒山亮   |
| 插曲   | 放輕鬆       | 黃鳳儀         | 王昭人         | 王昭人   |
| 插曲   | Whisky情歌   | 黃鳳儀         | 黃鳳儀         | 王昭人   |
| 插曲   | 你作伴       | 黃鳳儀         | 黃鳳儀         | 翁偉瀚   |
| 插曲   | 為你活下去   | 荒山亮         | 荒山亮         | 荒山亮   |
| 插曲   | 心破碎的聲   | 荒山亮         | 荒山亮         | 荒山亮   |
| 插曲   | 最愛的情歌   | 荒山亮         | 蔡佳瑩、荒山亮 | 荒山亮   |

## 收視率
| 播出日期                 | 週數       | 集數       | 收視率 | 收視排名 | 備註                                                                |
| ------------------------ | ---------- | ---------- | ------ | -------- | ------------------------------------------------------------------- |
| 2016年11月23日－11月25日 | 1          | 1-3        | 0.81   | 5        |                                                                     |
| 2016年11月28日－12月2日  | 2          | 4-8        |        |          |                                                                     |
| 2016年12月5日－12月9日   | 3          | 9-13       | 0.84   | 4        |                                                                     |
| 2016年12月12日－12月16日 | 4          | 14-18      | 0.93   | 4        |                                                                     |
| 2016年12月19日－12月23日 | 5          | 19-23      | 1.04   | 4        |                                                                     |
| 2016年12月26日－12月30日 | 6          | 24-28      | 1.02   | 5        |                                                                     |
| 2017年1月2日－1月6日     | 7          | 29-33      | 1.01   | 4        |                                                                     |
| 2017年1月9日－1月13日    | 8          | 34-38      | 1.08   | 4        |                                                                     |
| 2017年1月16日－1月20日   | 9          | 39-43      | 0.94   | 4        |                                                                     |
| 2017年1月23日－1月26日   | 10         | 44-47      | 0.87   | 4        | 1月27日因播出除夕特別節目《2017超級巨星紅白藝能大賞》，暫停播出一次 |
| 2017年1月30日－2月3日    | 11         | 48-52      | 0.81   | 3        |                                                                     |
| 2017年2月6日－2月10日    | 12         | 53-57      | 0.97   | 3        |                                                                     |
| 2017年2月13日－2月15日   | 13         | 58-60      | 0.96   | 3        |                                                                     |
| 平均收視率               | 平均收視率 | 平均收視率 | 0.94   |          |                                                                     |

- 同時段節目：
  - 三立：
    - 三立台灣台：《甘味人生》
    - 三立都會台：《獨家保鑣》／《真愛黑白配》

  - 中視：《多桑の純萃年代》／《讓愛飛揚》
  - 民視：《春花望露》
  - 華視：《瑯琊榜》／《W-兩個世界》／《瑯琊榜》
  - 大愛：《蘇足》／《純美時光》／《稻香家味》／《幸福之約》
- 由AC尼尔森調查，調查範圍是四歲以上收看電視之觀眾。

## 拍攝場景
- 新北九份老街
- 新北林口養生文化村
- 新北瑞芳水湳洞漁港
- 新北平溪老玩童礦坑咖啡（劇中愷琳所經營的咖啡廳）
- 新北烏來福山伊甸園溫泉美地
- 新北烏來福山部落（劇中的銀花社區與周邊）
- 台北陽明山國家公園花卉試驗中心（劇中李天勇博士工作的農委會溫室）
- 桃園拉拉山
- 桃園基國派老教堂
- 桃園小烏來天空步道
- 桃園角板山戰備隧道
- 台中高美溼地
- 彰化田尾
- 台南四草綠色隧道
- 台南七股鹽山、台灣鹽博物館
- 台南北門遊客中心水晶教堂、LOVE婚紗廣場、井仔腳瓦盤鹽田
- 屏東大鵬灣
- 宜蘭
- 花蓮太魯閣砂卡礑步道
- 台東鹿野高台、布農部落

## 製作團隊
- 導演：鄧安寧
- 編劇統籌：楊意尋、黃元蓓
- 編劇：謝夢遷、李宛蓉、林俐馨、陳俊霖、陳雪琳、蔡逸璇、施怡寧、簡郁儒、范育維
- 製作人：陳慧玲、林玉清
- 製作公司：臺灣電視公司、群之噰傳播有限公司
- 贊助單位：佳能、Samsonite、最佳旅遊網（怡容國際旅行社）
- 協助拍攝：

## 電視節目的變遷
- 官方网站－台視
- 700歲旅程的Facebook專頁
- 愛奇藝台灣站線上看《700歲旅程》
- 700歲旅程LINE TV頻道（页面存档备份，存于）

| 中華民國 台視主頻 每週一至週五 20:00 - 21:00 | 中華民國 台視主頻 每週一至週五 20:00 - 21:00        | 中華民國 台視主頻 每週一至週五 20:00 - 21:00 |
| -------------------------------------------- | --------------------------------------------------- | -------------------------------------------- |
|                                              | 700歲旅程 （2016年11月23日－2017年2月15日）         |                                              |
| 加油！美玲 （2016年3月1日－2016年11月22日）  | 艋舺的女人（重播） （2017年2月16日－2017年4月13日） |                                              |

| 马来西亚 Astro欢喜台、 Astro欢喜台HD 星期一至五 17:30 - 18:30 | 马来西亚 Astro欢喜台、 Astro欢喜台HD 星期一至五 17:30 - 18:30 | 马来西亚 Astro欢喜台、 Astro欢喜台HD 星期一至五 17:30 - 18:30 |
| ------------------------------------------------------------- | ------------------------------------------------------------- | ------------------------------------------------------------- |
|                                                               | 700岁旅程 （2018年2月19日－2018年5月11日）                    |                                                               |
| 加油！美玲 （2016年10月14日－2018年2月15日）                  | 牡丹花开 （2018年5月14日－2019年4月26日）                     |                                                               |

| 中華民國 公視台語台 每週一至週五 17:00 - 18:00 | 中華民國 公視台語台 每週一至週五 17:00 - 18:00 | 中華民國 公視台語台 每週一至週五 17:00 - 18:00 |
| --- | ---------------------------------------------- | ---------------------------------------------- |
| | 700歲旅程 （2020年10月22日－2021年1月13日）    |                                                |
| 春梅 （週一至週四） （2020年7月20日－2020年10月20日）上奅台灣歌（重播） （週五）孤味（重播） （17:00 - 17:30） （2020年10月21日）神算（重播） （17:30 - 18:00） （2020年10月21日） | 鬥陣來鬧熱 （2021年1月14日－2021年2月15日）    |                                                |